# Åke Saldeen
Åke Saldeen, född 2 december 1937, död 10 april 2021, var professor emeritus i civilrätt vid Uppsala universitet, samt rättsvetenskaplig författare.
Åke Saldeen blev juris doktor 1971 för att senare bli professor i civilrätt vid Uppsala universitet 1980–2004. Han var ledamot av Socialstyrelsens vetenskapliga råd och ledamot i Barnombudsmannens expertråd.
Under flera år rapporterade Åke Saldeen om utvecklingen inom svensk familjerätt till den av The International Society of Family Law ombesörjda Annual Survey of Family Law. Han författade kapitlet om svensk familjerätt i dels den av Hamilton, C. & Standley, K., utgivna Family Law in Europe, dels också i den av Cronhult, P. et al. utgivna Swedish law - a survey, 1995. Han var medförfattare i den av Europeiska kommissionen utgivna publikationen Studies on the socio-economic impact of biotechnology, 1997. Ledamot i redaktionsrådet (Advisory Editor) för den engelska tidskriften The Journal of Social Welfare & Family Law.
Åke Saldeen är yngre bror till professor emeritus Tom Saldeen.